# 山川幸雄
山川 幸雄（やまかわ ゆきお、慶応4年1月28日（1868年2月21日） - 1922年（大正11年）5月26日）は戦前日本のドイツ文学者。ドイツに15年間留学して法律を学び、帰国後第三高等学校、第一高等学校でドイツ語等を教えた。
妻は歌人山川柳子で、子に舞台演出家山川幸世、歌人山川弥千枝がいる。

## 生涯

### 生い立ち
慶応4年（1868年）1月28日土佐国高知水通町に土佐藩医山川幸喜の長男として生まれた。当初は医師を志し、1883年（明治16年）本郷区台町の私立独逸学校に入学し、ドイツ語・数学を学んだ。

### ドイツ留学
1885年（明治18年）10月ドイツに自費留学し、ブランデンブルク州ポツダムギムナジウム教授オットー・フリードリヒ方に寄宿してドイツ語、1886年（明治19年）3月からはラテン語を学んだ。1887年（明治20年）フハルヲ・ウィザムスキーに歴史・地理・数学、イギリス人ロジェーに英語、高等女子校長シュミット・フランス人ピグーにフランス語、高等学校教師シュロスマンにギリシャ語を学んだ。
1888年（明治21年）4月ポツダム市立中学校に入学、1889年（明治22年）4月ベルリン大学法学部に入学し、1893年（明治26年）4月からローゼンベルク博士に公法を学び、1895年（明治28年）からベルリン市区裁判所判事ビックに就いて商法・民法を研修した。
1898年（明治31年）夏ゲッティンゲン大学法学部に移籍し、カール・ルートヴィヒ・フォン・バールの指導を受け、1899年（明治32年）「共同正犯の理論によせて、独逸刑法第四十七条の解釈に対する一寄与」を提出、1900年（明治33年）3月8日法学全科の口頭試験に合格し、両法学博士を授与され、4月17日ジェノヴァからザクセン号で帰国した。10月20日ドイツ東洋文化研究協会に入会した。

### 教職
1902年（明治35年）8月26日京都市第三高等学校教授となり、ドイツ語・法学通論・ラテン語を担当した。当初大学予科一部三年甲級長、1903年（明治36年）一部三年乙級長。
1908年（明治41年）1月19日第一高等学校教授となり、日本大学・法政大学でもドイツ語・法律を教えた。晩年にはローマ法の研究に取り掛かったが、アルコールと極度の勉強のため腸を患い、1913年（大正2年）9月休校、12月25日退官した。1914年（大正3年）1月20日正五位。
1922年（大正11年）5月26日午前9時15分大塚の自宅で死去し、29日谷中斎場で神式葬儀が行われ、谷中霊園甲号13側に葬られた。神道を信仰したため、戒名は受けなかった。

## 著書
- 1903年（明治36年）「独逸文華詩聖ゲーテ」『嶽水会雑誌』第22,25号
  - ゲーテの生涯と『ゲッツ・フォン・ベルリヒンゲン』『タウリス島のイフィゲーニエ（ドイツ語版）』の紹介[1]。
- 1903年（明治36年）「独逸の謎」『嶽水会雑誌』第22号
- 1909年（明治42年） 『Michael Kohlhaas』 - ハインリヒ・フォン・クライスト原著Michael Kohlhaas; aus einer alten Chronik, historische Erzählung.の注解。
- 1906年（明治39年）『独逸故事熟語字彙』
- 1909年（明治42年）『和文独訳練習』
- 1910年（明治43年）『橋頭美女』 - ヴィルヘルム・ハウフ原著『アール橋の女乞食』の注解[1]。

## 家族

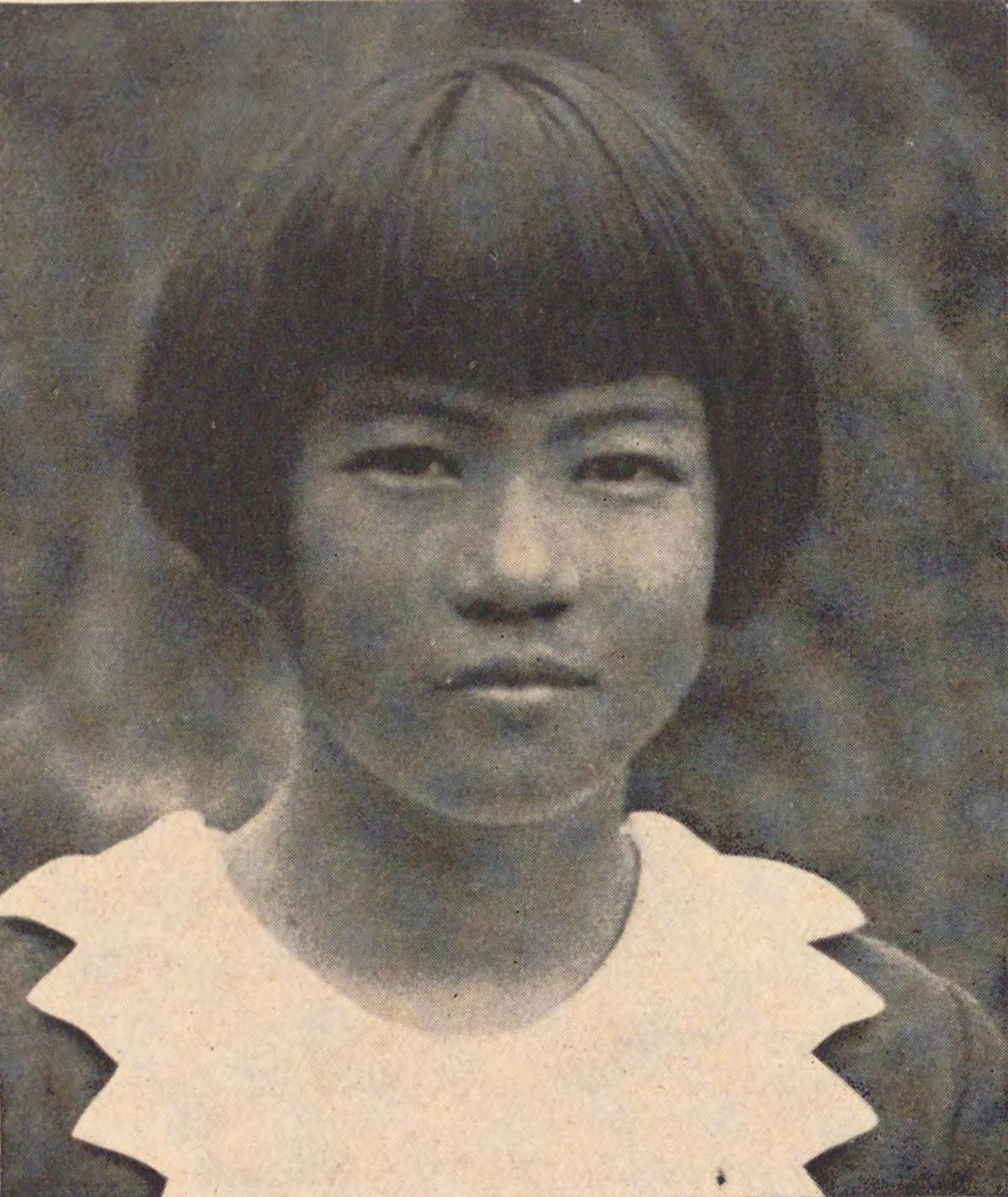
五女・山川弥千枝

- 父：山川幸喜 – 土佐藩医。山内容堂相伴格、宮内省侍医[1]。土佐藩士・山川小文治の長男に生まれ、山内公の側医・荒川玄門に師事[4]。
- 母：山川須磨 - 白札郷士檜垣清右衛門娘。
  - 姉：片山かめ – 法医学者片山国嘉妻[1]。
- 妻：山川柳子 – 鉄道技師長谷川謹介次女、歌人[1]。
  - 長女：木村京子 – 京都帝国大学教授木村素衛妻[5]。
  - 長男：山川幸世  - 1904年（明治37年）3月23日生。舞台演出家。
  - 次女：百合子 - 1905年（明治38年）2月生[6]。
  - 次男：山川駿雄 - 1906年（明治39年）生[6]。
  - 三女：丸岡美耶子 - 1908年（明治41年）5月生[6]。小説家丸岡明妻[5]。
  - 三男：山川健雄 - 1909年（明治42年）6月生[6]。1935年（昭和10年）事故死[7]。
  - 四女：山川春子 - 1911年（明治44年）8月生[6]。
  - 四男：山川益男 - 1913年（大正2年）10月生[6]。写真家[3]。従軍中結核に罹り[3]、1947年（昭和22年）死去[7]。
  - 五女：山川弥千枝 - 1918年（大正7年）1月8日生。歌人。1933年（昭和8年）3月31日夭折[8]。